# (35316) Monella
(35316) Monella est un astéroïde de la ceinture principale.

## Description
(35316) Monella est un astéroïde de la ceinture principale. Il fut découvert le 11 janvier 1997 à Sormano par Piero Sicoli et Marco Cavagna. Il présente une orbite caractérisée par un demi-grand axe de 2,74 UA, une excentricité de 0,12 et une inclinaison de 12,3° par rapport à l'écliptique.

## Compléments